# Хрещатик (Конотопський район)
Хреща́тик —  село в Україні, у Кролевецькій міській громаді Конотопського району Сумської області. Площа — 68 га. Населення становить 97 осіб. До 2020 орган місцевого самоврядування — Білогривська сільська рада.

## Географія
Село Хрещатик розташоване за 8 км від сільської ради, та за 18 км від районного центру, на березі річки Глистянка. Село оточене лісовим масивом (сосна, береза). На відстані до 1,5 км розташовані села Дідівщина, Медведеве, Сажалки і колишнє село Бошівка. Найближча залізнична станція Брюловецький, розташована за 10 км.

## Назва
Назва села походить від слова «хрещатий», оскільки стоїть на перехресті доріг Кролевець — Клишки, та Білогриве — Обтове.

## Символіка
Герб містить зображення перехрестя доріг у вигляді літери Х (герб є подвійним промовистим), а також  місцевої пам'ятки - сосни в урочищі Реутинці.

## Історія
У 1689 році село було передано у володіння українському сотнику Петру Михайловичу Забілі, який передав село своїм синам у спадок. Згодом село опинилося у володінні петербурзького багатія Татищева. Проте він вирішив продати його, і в кінці 60-х років XIX ст., після торгів у Києві на аукціоні, була оформлена купча на ім'я Ринді Єремія Леонтійовича.
На початку 80-их років Риндя віддав сину Івану хутір Лозовик і село Хрещатик, з усіма угіддями. Іван Єремович заповів ці села старшому сину Констянтину.
12 червня 2020 року, відповідно до розпорядження Кабінету Міністрів України № 723-р «Про визначення адміністративних центрів та затвердження територій територіальних громад Сумської області», село увійшло до складу Кролевецької міської громади.
19 липня 2020 року, в результаті адміністративно-територіальної реформи та ліквідації Кролевецького району, увійшло до складу новоутвореного Конотопського району.

## Пам'ятки
- Сосна в урочищі Реутинці - ботанічна пам'ятка природи місцевого значення. Сосна знаходиться за 3 км від села, за 30 м від автодороги с. Обтове — с. Хрещатик у межах ДП "Кролевецьке лісомисливське господарство" (Хрещатинське л-во, кв. 22, діл. 25). Вік дерева понад 240 років, висотою понад 36 метрів, в обхваті 435 см.  Її по праву можна вважати найбільшим екземпляром свого виду.[3]